# 德璀琳
德璀琳，全名古斯塔夫·馮·德璀琳（Gustav von Detring，1842年—1913年1月4日）是一名英籍德国人，是19世纪后期中国外交和天津租界城市开发中的关键人物。

## 服务中国海关
1842年出生于德国亚琛附近的於利希（Jülich）小城的一个官僚贵族家庭。1864年来到中国，服务于中国海关，任四等帮办。1876年任烟台东海关税务司，1877年—1882年、1884年—1896年、1900年—1904年，先后三次出任天津海关税务司，任期累计达22年。（按规定在一地任职不得超过两年）

## 参与中国外交
在这25年中，1876年，在中英烟台条约谈判中，身为烟台海关税务司的德璀琳与清政府全权代表李鸿章初次相识，李鸿章很赏识德璀琳的协助和才干，翌年德璀琳调任天津海关税务司，与李鸿章交往开始密切，二人逐渐建立了“深厚而持久的友谊”。此后25年中，由于李鸿章的信任，德璀琳参与了中国许多外交事件。包括中俄伊犁交涉；1884年中法战争中，德璀琳促成李鸿章与法国水师总兵福禄诺的“李福会谈”与《中法简明条款》的签订；1886年，代表清政府与罗马教廷和法国政府交涉，妥善处理北京蚕池口天主教堂搬迁到西什库事件，并与罗马教廷协商互派使节，因法国政府的阻挠才告落空；1894年中日甲午战争期间，李鸿章派德璀琳作为非正式代表秘密前往日本与伊藤博文议和。当时，北京的外交使团如果不先到天津拜见李鸿章和德璀琳，就什么事也办不成。有一位英国人评论说，德璀琳是中国实际意义上的外交部长。

## 开创中国邮政
天津海关遂成为海关邮政的中心。1878年，清朝总理衙门委托海关总税务司赫德（Robert Hart）创办邮政，考虑到天津的地理优势，赫德指定德璀琳在天津英租界设立邮政总办事处，在天津、北京、烟台、牛庄、上海设立华洋书信馆，同时发行一套三枚以蟠龙为图案、上印“大清邮政”字样的邮票。这是近代中国邮政事业的肇始。1886年11月6日，德璀琳创办天津第一份英文报纸《中国时报》。

## 扩展和建设天津英租界
从1878年到1893年（中间除了1882年至1884年）的13年间，德璀琳先后10次被推举为英租界董事长。
1882年，德璀琳征得赫德和李鸿章的同意，按货物价值千两收银一两，作为铺设天津英租界道路和绿化的费用。不久，在英租界内建成了天津第一条砂石路“德璀琳路”（今大同道附近）。三年后，英租界的城市建设初具规模，租界内条条林荫大道修筑整齐，租界成为理想的住宅区。 1892年，德璀琳又募集白银，开始修建津京大道。
德璀琳是天津英租界扩张的主要策划者，1887年，推动收买海大道（今大沽路）与墙子河（今南京路）之间的800土地（大于原租界），开发房地产，10年后这里正式并入英租界（扩充界）。
1889年，由德璀琳发起，英租界工部局耗银32000两，在维多利亚道(今解放北路)，建造规模宏大的市政大厦戈登堂(即今市政府所在地)，1890年5月，戈登堂举行落成典礼。
1886年，德璀琳得到佟楼以南“养心园”土地，建造了赛马场（今工业展览馆一带）、“乡谊会”(今干部俱乐部)和天津最豪华的别墅“德璀琳大院”（已被拆除），并出资从英租界至赛马场越界修筑了马厂道(今马场道)，英租界巡捕站岗，使赛马场和马厂道事实上被英租界控制。
1895年，天津德租界开辟后，也将界内一条马路命名为“德璀琳街”（今河西区绍兴道）。

## 参与中国教育
1887年，德璀琳在海关道周馥的协助下，在大营门外梁家园办了一所博文书院，可是因为经费等等一系列问题长期得不到解决，最后只得把校舍抵押给了德华银行。甲午战争后，兴起教育救国思潮，天津海关道盛宣怀于1895年，呈请直隶总督王文韶转奏清政府，要求在原博文书院校舍，开办“北洋西学堂”，得到光绪皇帝的批准。当年天津最早的一份中文报纸《中国时报》，立即发表了这一消息。

## 葬于天津
1904年11月，德璀琳与开平矿务局总办张翼赴伦敦与英国墨林公司（Morling CO.）打官司胜诉，事后每年从开平公司秘密领取几百两银子的车马费。此事被海关总税务司赫德得知，德璀琳被迫辞去天津海关税务司一职。1913年1月4日，德璀琳死于天津，葬于德璀琳大院的一角。当时《京津泰晤士报》发表评论：在将近40年的时间里，他在华北占有如此优越而又如此有威力的地位，以致我们不可能在想到天津时而不想到他。 

## 家庭
德璀琳一生无子，生了5个“善交际、爱运动”的女儿，大女婿是他推荐给李鸿章担任旅顺海军基地工程师和教练的德商汉纳根，二女婿美国人腊克是美丰银行的经理，三女婿包尔曾任奥国驻天津领事，四女婿英国人纳森是开滦矿务局总经理，五女婿是英国的驻华使馆武官。由于德璀琳全家显赫的地位，“他的家庭在整整一代里成为天津的社交中心”。